# Liverpool (musikgrupp)
Liverpool är en svensk popgrupp från Norrköping som deltog i Melodifestivalen 2003 med bidraget Love is All. De slogs ut vid Tittarnas val, men låg sedan på Svensktoppen i två veckor. Bandet är annars känt som ett tributband som spelar Beatleslåtar, och namnet syftar på att Beatles kom från Liverpool i Storbritannien.